# Komm.ONE
Die Komm.ONE (ehemals ITEOS) ist eine Anstalt öffentlichen Rechts, die Verfahren der automatisierten Datenverarbeitung für kommunale Körperschaften beschafft, entwickelt und betreibt und unterstützende Dienstleistungen der Personalverwaltung sowie Beratungs- und Schulungsleistungen erbringt.

## Beschreibung
Komm.ONE ist eine Anstalt öffentlichen Rechts in gemeinsamer Trägerschaft des Landes Baden-Württemberg und des kommunalen Zweckverbands 4IT, die am 1. Juli 2018 durch den Beitritt der ehemaligen Zweckverbände Kommunale Datenverarbeitung Region Stuttgart (KDRS), Kommunale Informationsverarbeitung Reutlingen-Ulm (KIRU) und Kommunale Informationsverarbeitung Baden-Franken (KIVBF) zur Datenzentrale Baden-Württemberg (DZBW) kraft Gesetz zur Änderung des ADV-Zusammenarbeitsgesetzes und anderer Vorschriften vom 6. März 2018 aus der DZBW hervorgegangen ist. Zuvor haben die vier Unternehmen gemeinsam den Datenverarbeitungsverbund Baden-Württemberg (DVV BW) gebildet.
Die Kernaufgabe von Komm.ONE ist die Entlastung der baden-württembergischen Städte und Gemeinden bei der elektronischen Datenverarbeitung und bei der Entwicklung standardisierter Software.
Die Komm.ONE hält 100 % an der civillent GmbH, die zum 1. Juli 2018 aus der Verschmelzung der drei Betriebsgesellschaften IIRU GmbH (ursprgl. ZV KIRU), KRBF GmbH (ursprgl. ZV KIVBF) und RZRS GmbH (ursprgl. ZV KDRS) entstanden ist.
Sie hält außerdem 86 % der Anteile an der endica GmbH, einer IT-Dienstleisterin mit Sitz in Karlsruhe, die auf die Unterstützung von Energieversorgungsunternehmen spezialisiert ist.

## Namen und Namensstreit
Ursprünglicher Name der Anstalt nach der Verschmelzung im Juli 2018 war „ITEOS“. Dieser Name sollte laut Selbstbild der Anstalt aus einer Kombination von IT mit dem Namen der griechischen Göttin der Morgenröte, Eos bestehen. Im August 2019 verlor ITEOS einen Markenrechtsstreit mit der seit 1993 firmierenden Telekom-Tochter Itenos vor dem Landgericht Hamburg. Das Gericht gab dem Eilantrag der Telekom-Tochter statt und untersagte ITEOS EU-weit, unter ihrer Marke Dienstleistungen auf dem IT-Sektor anzubieten oder Datenverarbeitung und Clouddienste mit dem Namen zu versehen. Ab dem 1. Juli 2020 wurde ITEOS in „Komm.ONE“ umbenannt.

## Mitarbeiter
Die Komm.ONE (AöR) beschäftigt insgesamt rund 1600 Mitarbeiter. Die Organisationsstruktur der Komm.ONE orientiert sich an den Prinzipien des Lean Managements.
Geführt wird die Komm.ONE (AöR) von zwei Vorständen, die jeweils innerhalb ihrer Ressorts für zwei Business Units mit jeweils insgesamt sieben Centern verantwortlich sind. Jeder Vorstand hat zwei Stabscenter zur Unterstützung seines Ressorts.

## Geschichte
- 1971: Gründung der Datenzentrale Baden-Württemberg (DZBW) und des Regionalen Rechenzentrums Mittlerer Neckarraum
- 1995: Umfirmierung des Regionalen Rechenzentrums Mittlerer Neckarraum in Zweckverband Kommunale Datenverarbeitung Region Stuttgart (KDRS)
- 2002: Gründung des Zweckverbands Kommunale Informationsverarbeitung Reutlingen-Ulm (KIRU) aus den Zweckverbänden Interkommunales Rechenzentrum Ulm (gegr. 1969) und Regionales Rechenzentrum Alb-Schwarzwald (gegr. 1972)
- 2003: Gründung des Zweckverbands Kommunale Informationsverarbeitung Baden-Franken (KIVBF) aus den Zweckverbänden Regionales Rechenzentrum Franken-Unterer Neckar (Heidelberg/Heilbronn, gegr. 1970/1971), Kommunale Datenverarbeitung Südlicher Oberrhein (Freiburg, gegr. 1971) und Regionales Rechenzentrum Karlsruhe (gegr. 1972)
- 2013: Gründung der endica GmbH
- 2018: Gründung einer vom Land Baden-Württemberg und den Kommunen im Land gemeinsam getragenen Anstalt öffentlichen Rechts (AöR) „ITEOS“ als zentrale kommunale IT-Dienstleisterin durch Beitritt der Zweckverbände KDRS, KIRU und KIVBF zur Datenzentrale Baden-Württemberg, Gründung des Zweckverbandes 4IT durch die Zweckverbände KDRS, KIRU und KIVBF, Gründung der neuen Betriebsgesellschaft DIKO GmbH durch Verschmelzung der ehemaligen Betriebsgesellschaften IIRU GmbH, KRBF GmbH und RZRS GmbH.[13]
- 2019: Die AöR erweitert ihren ursprünglichen Auftrag, die digitale Gestaltung der Kommunen, um die damit einhergehende Notwendigkeit der Sicherung der digitalen Souveränität der Gesellschaft und richtet ihre Organisation daran aus.[13]
- 2020: Umfirmierung von ITEOS in Komm.ONE nach dem vorangegangenen Markenrechtsstreit
- 2020: Umfirmierung der DIKO GmbH in civillent GmbH.[13]
- 2020: Der Streit zwischen dem Land Baden-Württemberg und Komm.ONE bezüglich der (gescheiterten) digitalen Plattform Ella endet aus Kostengründen mit einem Vergleich. In der Pressemitteilung des Landes vom 21. Juli 2020 heißt es: "Beide Seiten verzichten auf alle gegenseitigen Ansprüche aus und im Zusammenhang mit dem Projekt Bildungsplattform ella. Über den Inhalt der Vereinbarung wurde Stillschweigen vereinbart."[14]